# Marjatta Stenius-Kaukonen
Minna Marjatta Stenius-Kaukonen (ur. 19 lipca 1947 w Kuopio) – fińska polityk i inżynier, deputowana do Eduskunty, posłanka do Parlamentu Europejskiego IV kadencji.

## Życiorys
W 1971 uzyskała dyplom inżyniera, w latach 70. i 80. pracowała jako inżynier w Häme. Była działaczką komunistycznej partii SKDL, w drugiej połowie lat odeszła do rozłamowego ugrupowania Deva. W 1990 przystąpiła do Sojuszu Lewicy, tworzonego przez różne organizacje lewicowe.
W latach 1975–1995 z ramienia swoich partii sprawowała mandat posłanki do Eduskunty W latach 1995–1996 pełniła funkcję eurodeputowanej w ramach delegacji krajowej po przystąpieniu Finlandii do Unii Europejskiej. W PE IV kadencji pracowała w Komisji ds. Socjalnych i Zatrudnienia. W 1997 wybrana na radną miejską w Tampere i radną regionu Pirkanmaa. W kadencji 1999–2003 ponownie zasiadała w fińskim parlamencie.
Pozostała aktywistką społeczną, zaangażowaną m.in. w działalność organizacji diabetologicznej.